# Musée de la Résistance nationale
Le musée de la Résistance nationale (MRN) est un réseau de musées sur la Résistance française dont le site principal est situé à Champigny-sur-Marne à l'est de Paris. 
Il regroupe également d'autres sites en France, à Bourges (Cher), Châteaubriant (Loire-Atlantique), Givors (Rhône), Montluçon (Allier), Nice (Alpes-Maritimes) et Varennes-Vauzelles (Nièvre). L'association "Musée de la Résistance nationale" est reconnue d'utilité publique.

## Historique
Initiée en 1965, l'idée d’un Musée de la Résistance nationale (MRN) se concrétise grâce au soutien de collectivités territoriales, de résistants et déportés, de syndicats, d'associations et de simples citoyens. 
Depuis 1985, le site muséographique à Champigny-sur-Marne est installé dans un hôtel particulier du XIXe siècle dans le parc Vercors en bordure de la Marne. En 2000 est inauguré un lieu de conservation, de recherche et de documentation, le Centre de conservation et de consultation "Jean-Louis Crémieux-Brilhac" , qui a pour mission de sauvegarder, étudier et enrichir les collections (archives, objets, bibliothèques) du Musée de la Résistance nationale, de les rendre accessibles à un large public, de concevoir et mettre en œuvre des actions d’éducation et de diffusion. 
Depuis février 2020, les espaces muséographiques et pédagogiques du Musée de la résistance nationale ont été déplacés sur un nouveau site d'une surface deux fois plus grande, l’espace Aimé-Césaire, ancien centre départemental de documentation pédagogique.  L’espace Jean-Louis-Crémieux-Brilhac rénové assurera la conservation des collections et l'accueil des chercheurs. 

## Collections
Le Musée de la Résistance nationale conserve, enrichit et valorise une collection liée à la guerre d'Espagne et à la Seconde Guerre mondiale. Cette collection, labellisée "Musée de France" uniquement pour le site à Champigny-sur-Marne(AAMRN), est dévolue aux Archives nationales.
La collection est constituée de plus de 4 000 donations, collectées depuis les années 1960.  Elle représente près de 700 mètres linéaires d’archives, plus de 5000 objets (militaria, objets de la vie quotidienne, artisanat des camps), une collection de beaux-arts, des fonds cinématographiques et photographiques majeurs, une bibliothèque patrimoniale ainsi qu'un vaste ensemble de ressources documentaires.
Les collections du MRN couvrent :
- un temps long pour des collections sur la Seconde Guerre mondiale : les années trente (crises et montée à la guerre) ; la guerre (Occupation et Résistances en France) ; l’après-guerre (fin de la guerre, retour à la République, reconstruction), les mémoires ;

- des faits et évènements des champs sociaux et économiques, politiques et militaires, spirituels, culturels et artistiques ; les facettes des forces et des politiques d’oppression, de répression et de persécution des occupants et de l’État français et leur évolution ; toutes les formes de Résistance (organisation et action) et la dialectique de la construction de l’union et de l’unité des deux pôles de la Résistance.

- des parcours de vie, des acteurs de la Résistance (femmes et hommes) : des inconnus aux figures emblématiques dans la pluralité des origines.

Parmi les fonds conservés : 
- des archives et objets liés à l'avant-guerre et au début du conflit : mouvements antifascistes, guerre d'Espagne, Drôle de guerre, Débâcle, Exode.
- une importante collection de presse clandestine[7], en partie numérisée et disponible sur la bibliothèque numérique Gallica[8]
- des imprimés clandestins (tracts et brochures).
- des archives relatives aux organisations de la Résistance française (productions, fonctionnement, liquidation) : Arc-en-ciel, Brick, Carmagnole-Liberté, Ceux de la Résistance (CDLR), Combat, Comité parisien de la Libération (CPL), Conseil nationale de la Résistance (CNR), Forces unies de la jeunesse patriotique (FUJP), Francs-Tireurs et Partisans français (FTP), FTP-Main-d’œuvre immigrée (FTP-MOI), Front national de lutte pour la libération et l'indépendance de la France (FN), Front uni des résistants de la Préfecture de Police (FURPP), mission Union, Mouvement de libération nationale (MLN), Mouvements unis de la Résistance (MUR), Organisation civile et militaire (OCM), Organisation spéciale (OS), Union des Femmes françaises (UFF).
- des archives privées relatives aux parcours d'hommes et de femmes résistants, internés, déportés : Raphaël Aboulker, Geneviève Anthonioz-de Gaulle[9], Robert Chambeiron, Jacqueline de Chambrun, Jean-Louis Crémieux-Brilhac, Josette Dumeix, Joseph Epstein, Brigitte Friang, Pierre Georges (colonel Fabien) et Andrée Georges, famille de Paul Langevin, Jean-Paul Le Chanois, Lise London, famille de Guy Môquet (dont la dernière lettre de fusillé), Albert Ouzoulias, Pierre Rigaud, Oscar Rosowsky, Lucien Sampaix, famille de Pierre Semard, Hélène Terré, André Tollet, Marie-Claude Vaillant-Couturier, etc.
- des archives liées aux lieux d'internement et de déportation : prison de la Santé, prison de la Roquette, camp de Drancy, camp de Choisel à Châteaubriant, camp de Royallieu à Compiègne, centrale pénitentiaire d'Eysses, camp de Saint-Sulpice-la-Pointe, prison de Fresnes, prison du Cherche-Midi, fort du Mont-Valérien, fort de Romainville, camp de Maison carrée, camp de Ravensbrück, camp de Buchenwald, camp de Gurs.
- des archives et objets liés la période de la Libération et à la Reconstruction politique, économique et sociale.
- des fonds d'associations de mémoire : Amis des Combattants en Espagne Républicaine (ACER-AVER), Association des résistants, déportés, internés et emprisonnés politiques en Afrique du Nord (ARDIEP), sections locales de l'Association Départementale des Déportés et Internés, Résistants et Patriotes (ADIRP).
- des créations artistiques de la Seconde guerre mondiale et des œuvres de mémoire (arts graphiques, peinture, sculpture, photographie, bande dessinée) : Jean Amblard, Louis Aragon, Francis Burette, Robert Doisneau, Henri Dutilleux, Paul Éluard (manuscrit original du poème Liberté ; fonds de la maison d'édition surréaliste La Main à Plume), Sofia Gandarias[10], France Hamelin,  Michael Kenna, Armand Nakache, Roger Payen, Édouard Pignon, Ernest Pignon-Ernest[11], Claude Plumail, Carlo Sarrabezolles, Boris Taslitzky
- des archives relatives à la Collaboration (brochures, fichiers de police), notamment le fonds photographique de presse (320 000 phototypes, négatifs sur plaque de verre) produit notamment par le journal Le Matin.

### Aperçu des collections

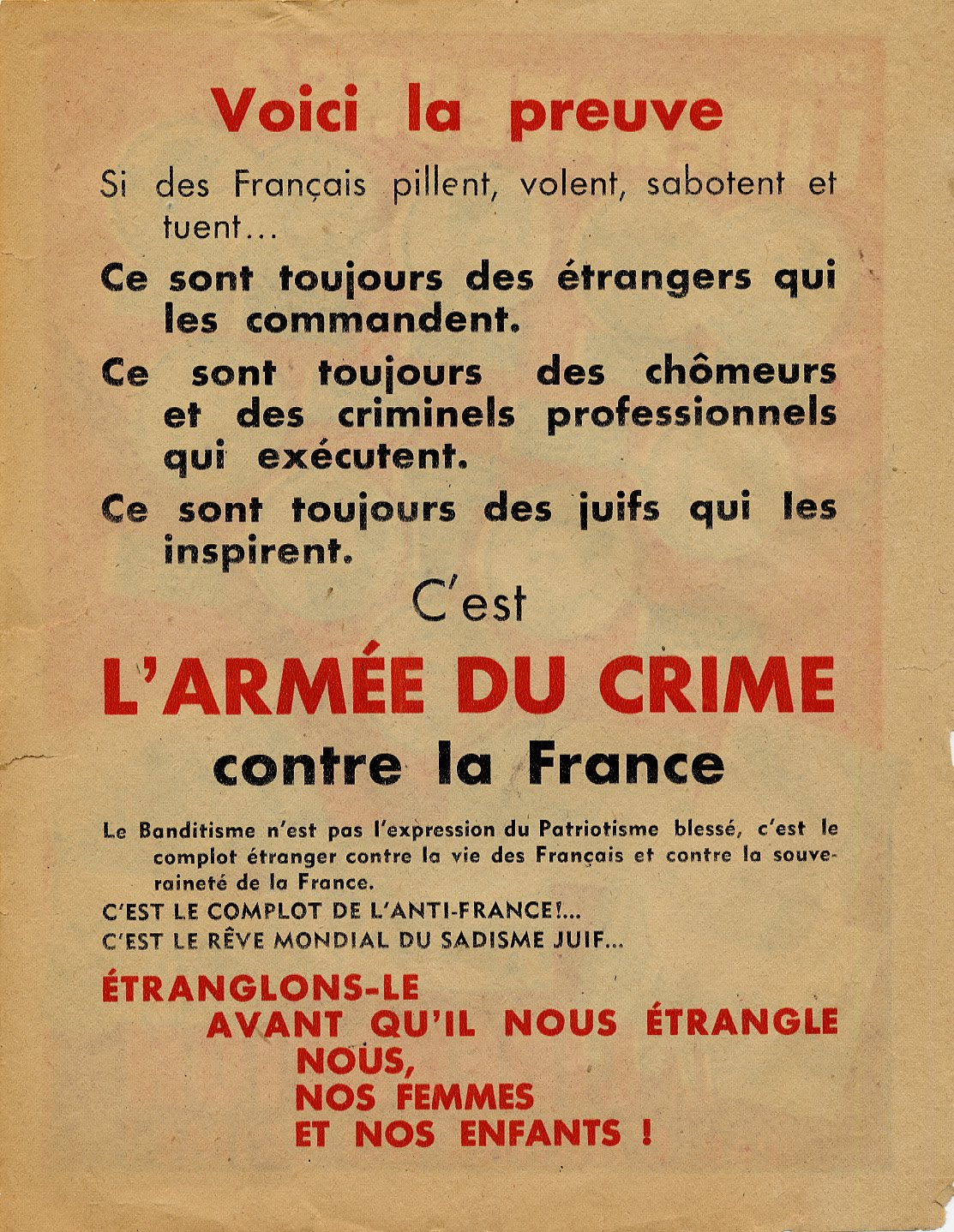
Tract (verso) de l'Affiche rouge, 1944.
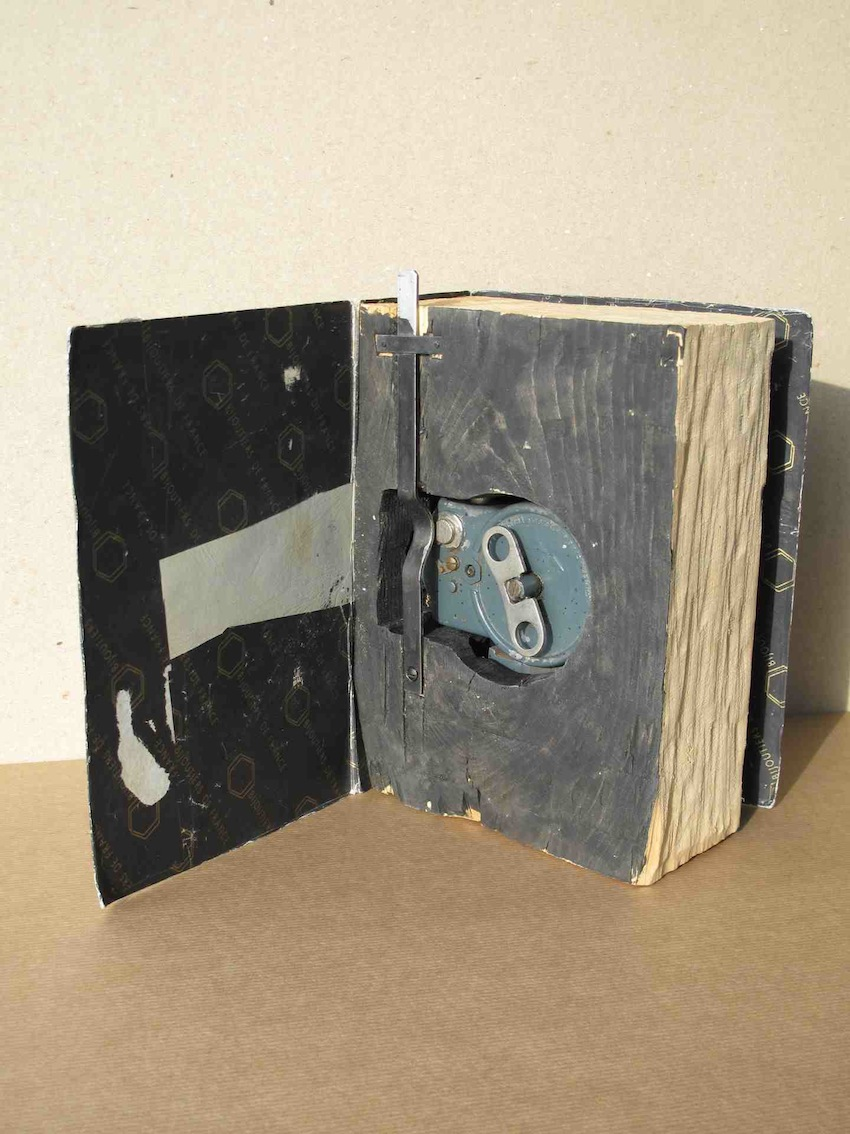
Caméra cachée dans un livre.
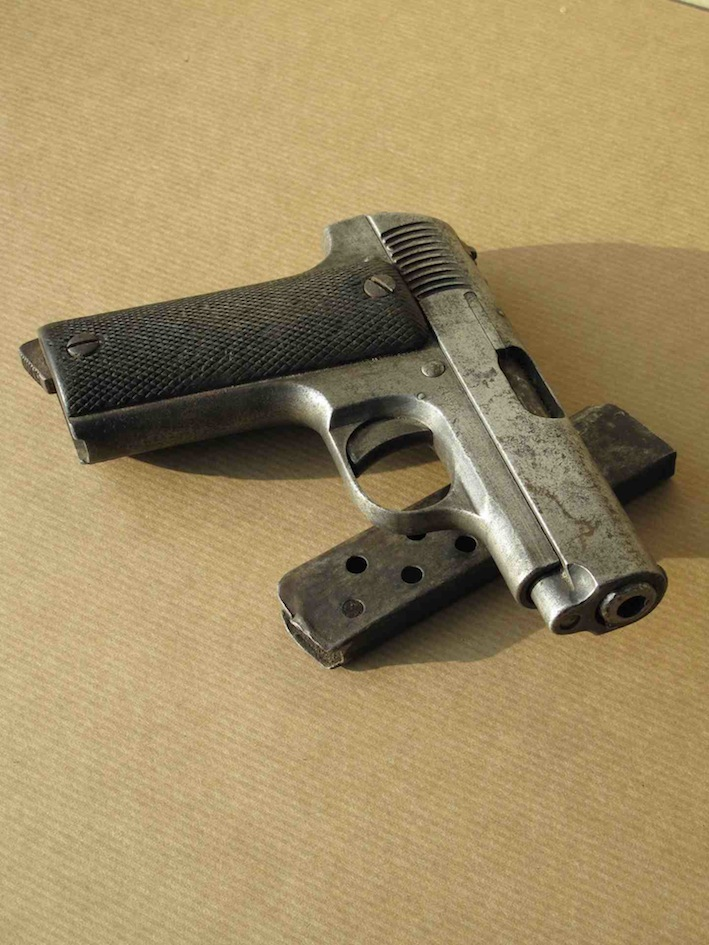
Pistolet de Célestino Alfonso.
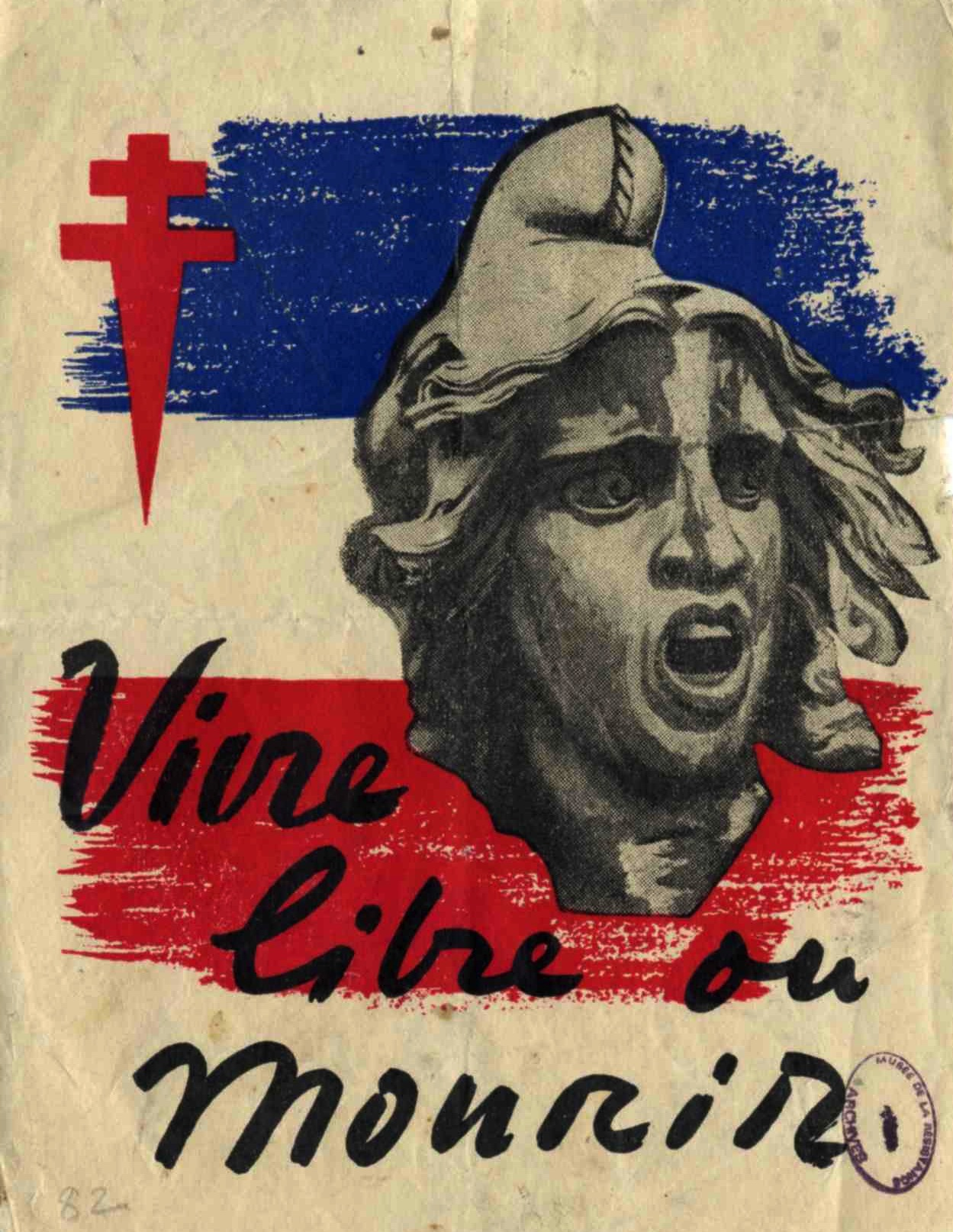
Papillon "Vivre libre ou mourir". Service d'Information de la France libre.
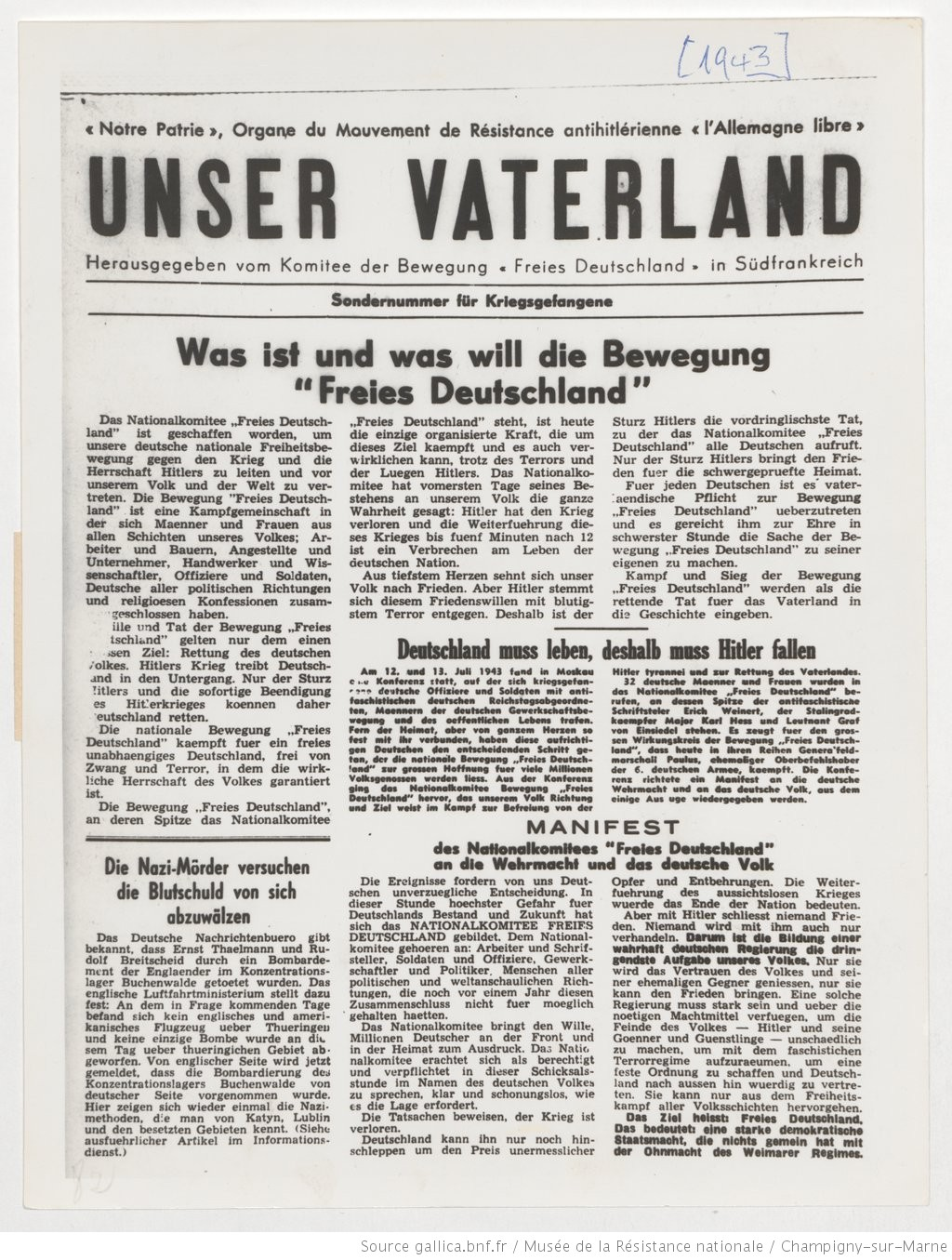
Une publication du Mouvement de Résistance antihitlérienne "l'Allemagne libre"
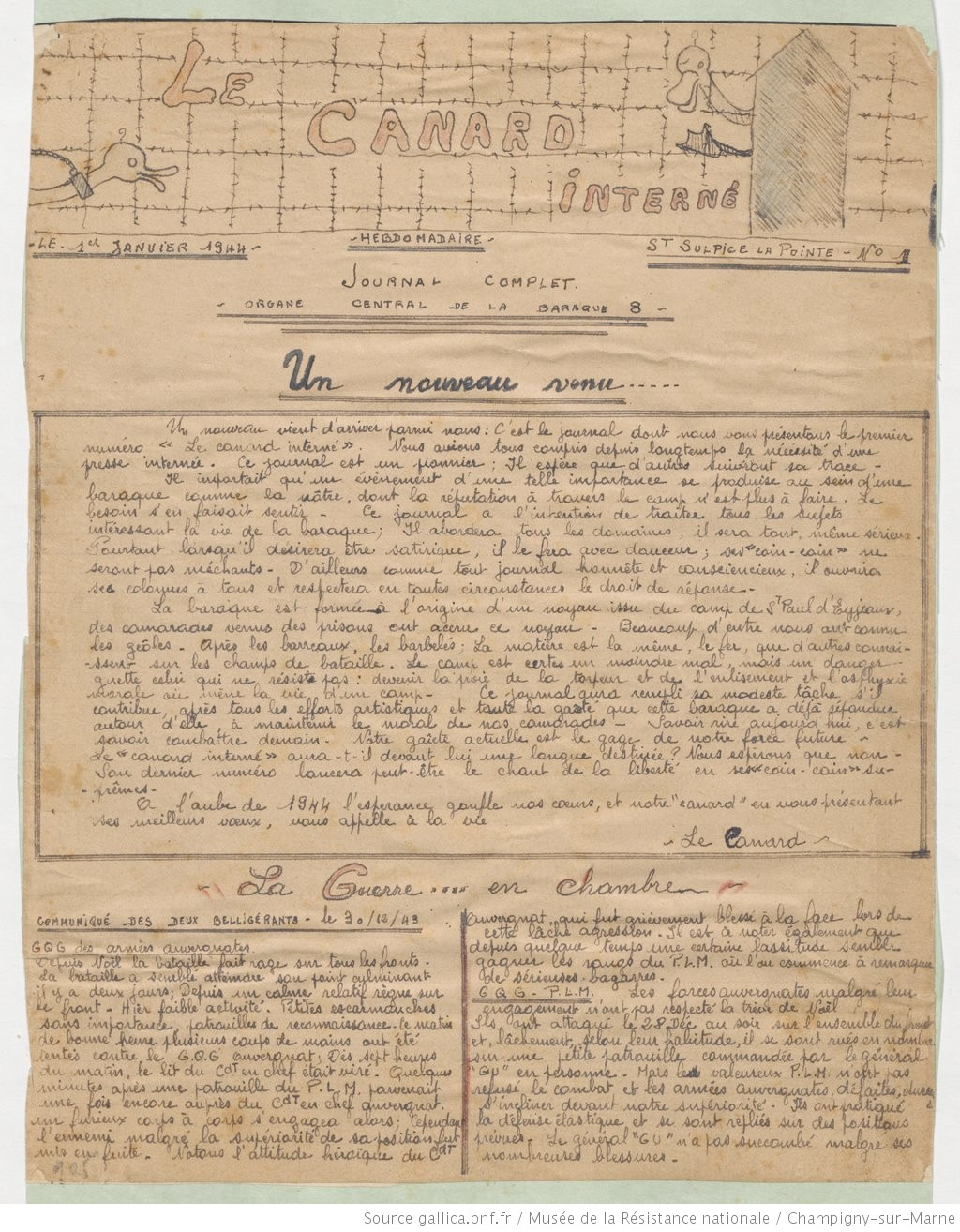
Le Canard interné, Saint-Sulpice-la-Pointe, 1944.
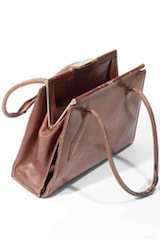
Sac à main à double fond d'agent de liaison.
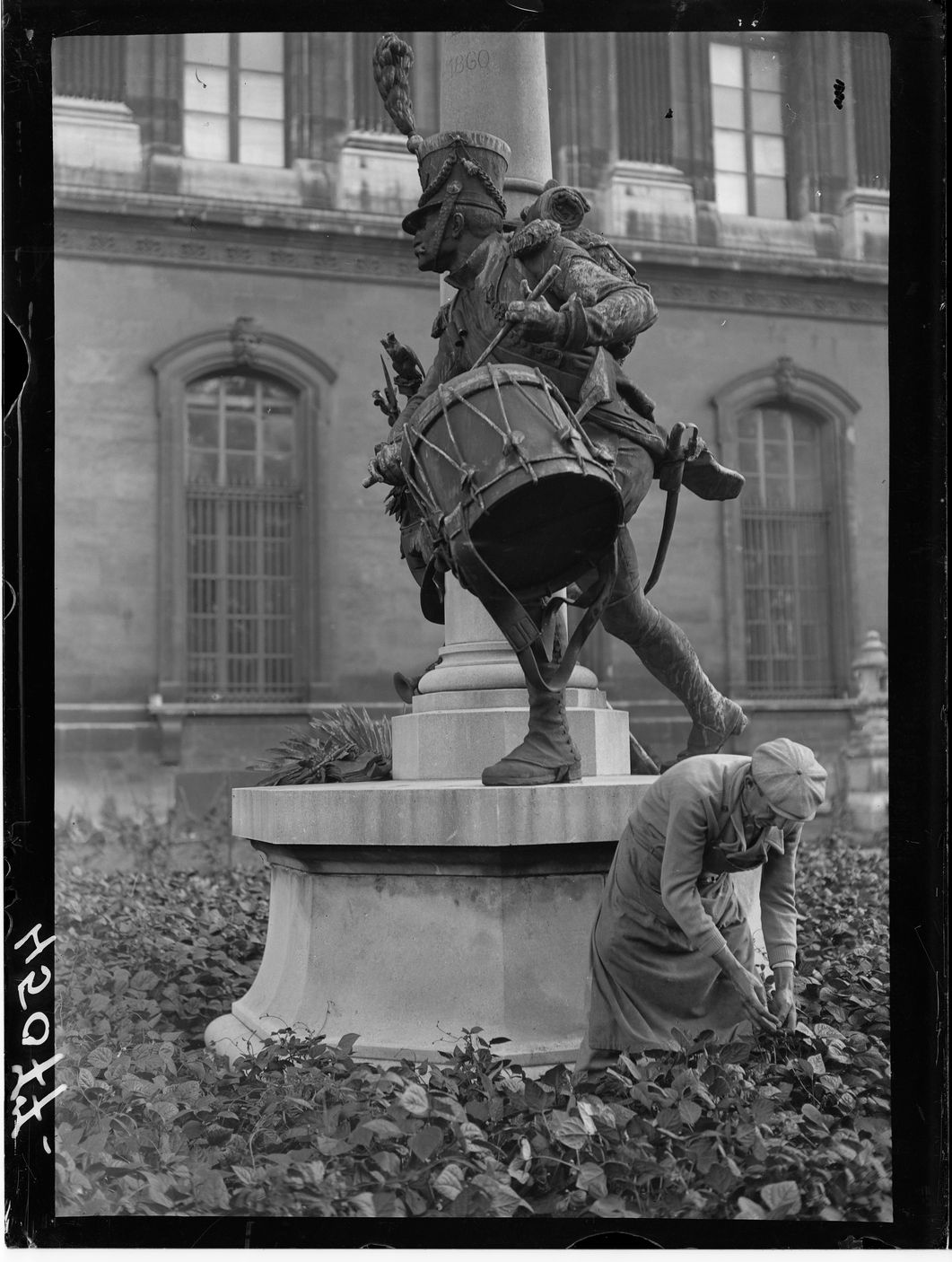
Cueillette des haricots aux abords du Louvre, au profit du Secours national du Maréchal Pétain – 23 août 1941, photographie de presse (agence Fulgur) pour Le Matin.

## Activités
Le musée de la Résistance nationale conçoit et propose un espace d'exposition permanente. Il conçoit des expositions temporaires, des publications et programme des manifestations culturelles et scientifiques. 
Sous convention avec le Ministère de l'Éducation nationale, le Musée de la Résistance nationale participe activement à la préparation du Concours national de la Résistance et de la Déportation (CNRD),.

### Expositions temporaires à Champigny-sur-Marne
- Robert Doisneau, les imprimeurs de la Résistance : des mots pour résister : novembre 2012 - 31 août 2013
- Toutes les couleurs de la liberté : la Résistance vue par la bande dessinée et les publications pour la jeunesse 1944-1949, décembre 2013 - septembre 2015.
- Faire face à l'enfer : la connaissance des camps nazis en France 1933-1945, janvier 2014 - 31 août 2015.
- Chroniques interdites, 17 janvier 2016 - 31 août 2016
- Michael Kenna, la lumière de l'ombre : photographies des camps nazis, 23 octobre 2021 - 15 avril 2022
- Vous n'irez plus danser ! Les bals clandestins, 1939-1945, 16 septembre 2022 - 2 avril 2023
- Robert Doisneau - L'Esprit de Résistance, 15 octobre 2023 - 28 avril 2024

### Commissariat d'expositions hors-les-murs
- La participation des étrangers aux combats pour la libération de la France, Paris, Hôtel de Ville, février 2002.
- La participation des étrangers aux combats pour la libération de la France, métro Auber, 2003.
- Traits résistants. La Résistance dans les bandes dessinées de 1944 à nos jours, Lyon, Centre d'histoire de la résistance et de la déportation, 31 mars 2011 - 30 septembre 2011
- Résistance en région parisienne, Paris, Hôtel de Ville,19 mars - 25 avril 2013.
- A l’Appel de la Liberté : résister par la culture, Paris, Siège du Parti communiste français, 27 mai 2016 - 18 juin 2016
- La négation de l'homme dans les camps nazis, 1933-1945, Châteaubriant, Musée de la Résistance de Châteaubriant, 22 octobre 2016 - 14 octobre 2017
- La BD prend le maquis, Grenoble, Musée de la Résistance et de la Déportation de l'Isère, 3 décembre 2016 - 9 octobre 2017.
- Les Graffitis, ultimes témoignages des fusillés du Mont-Valérien, Nanterre, Préfecture des Hauts-de-Seine, 14 février 2018 - 13 mars 2018.

### Partenariats d'exposition (prêts)
- Exposition permanente, Washington, United States Holocaust Memorial Museum (USHMM).
- L'Art en guerre, France 1938-1947 : de Picasso à Dubuffet, Paris, Musée d'art moderne,12 octobre 2012 - 17 février 2013[14].
- L’Art en guerre, France 1938-1947 : de Picasso à Dubuffet, Bilbao, Musée Guggenheim, 16 mars - 8 septembre 2013[15].
- Voix cheminotes Une histoire orale des années 1930 à 1950, Pierrefitte-sur-Seine, Archives nationales, 8 avril 2015 - 4 juillet 2015[16].
- Paris libéré, Paris photographié, Paris exposé, Paris, musée Carnavalet, 11 juin 2014 - 8 février 2015[17].
- La Collaboration, Paris, Archives nationales, 26 novembre 2014 - 5 avril 2015[18].
- Autour du poème Liberté, Paul Eluard et Fernand Léger en dialogue, musée national Fernand Léger de Biot, 28 novembre 2015 - 7 mars 2016[19].
- Autour du poème Liberté, Paul Eluard et Fernand Léger en dialogue, musée d'art et d'histoire de Saint-Denis, 16 novembre 2016 - 27 février 2017[20].
- La vie à en mourir. Lettres de fusillés 1941-1944, Limoges, Musée de la Résistance et de la Déportation, 24 juin - 30 septembre 2017.
- Pierre Provost : mémoire gravée, Weimar, Mémorial de Buchenwald, avril - décembre 2016[21].
- Guerres Secrètes, Paris, Musée de l'Armée, 12 octobre 2016 - 29 janvier 2017[22].
- Les Jours sans : alimentation et pénurie en temps de guerre, Lyon, Centre d'histoire de la résistance et de la déportation, 13 avril 2017 - 25 février 2018[23].
- Génération 1940, Lyon, Centre d'histoire de la résistance et de la déportation, 15 novembre 2018 - septembre 2019.
- Picasso et la guerre, Paris, Musée de l'Armée, 5 avril - 28 juillet 2019[24].

### Publications
- Notre musée, Association pour la création d'un musée de la Résistance, Ivry-sur-Seine : Association pour la création d'un musée de la Résistance, 1965-,  (ISSN 0992-7956)
- Résistance, bulletin pédagogique annuel du musée de la Résistance nationale.
- Guy Krivopissko (Choix et présentation), François Marcot (introduction) et Jean-Jacques Goldman (avant-propos), Musée de la Résistance nationale, La vie à en mourir : lettres de fusillés, 1941-1944, Paris, Seuil, 2006, 334 p. (ISBN 2-7578-0020-5)
- Jean-Christophe Derrien, Musée de la Résistance nationale, Vivre libre ou mourir ! : 9 récits de Résistance, Bruxelles, Le Lombard, 2011, 63 p. (ISBN 978-2-8036-2935-0)
- Musée de la Résistance nationale, Centre d'histoire de la Résistance et de la déportation, Traits résistants : la Résistance dans la bande dessinée de 1944 à nos jours : [exposition, Lyon, Centre d'histoire de la Résistance et de la déportation, 31 mars-18 septembre 2011] / [organisée en collaboration avec le Musée de la Résistance nationale], Lyon, Libel, 2014, 191 p. (ISBN 978-2-917659-38-0)
- Musée de la Résistance nationale, Les résistants : 1940-1945 : récits, témoignages et documents inédits du Musée de la Résistance nationale, Paris, Belin, 2015, 271 p. (ISBN 978-2-7011-9028-0)
- Xavier Aumage et Julie Baffet, Musée de la Résistance nationale, Mémoires d'objets, histoires de Résistants, Rennes, Ouest-France, 2016, 95 p. (ISBN 978-2-7373-7262-9)

### Sources et bibliographie
- CRDP de Créteil, sous la direction de Jean-Luc Millet, « Intervention de Guy Krivopissko », sur cndp.fr, 1er décembre 2010 (consulté le 7 octobre 2013) [vidéo]